# 高田村
高田村是中华人民共和国广东省广州市从化区太平镇所辖的一个行政村。村委会设在高平圩，位于太平圩南面约9千米。1958年人民公社化时设大队，取名为高平大队。后因与鳌头镇龙潭圩高平重名，于1981年7月更名为高扬大队。1983年12月改称高田乡，1987年1月改称高田村。辖10条自然村（高平圩、新格土、庙岭、平山围、马村、武村、旧村、横冚、新庄、湴夫庄）。1998年时，全村共有620户，人口2998人。